# Distopia digital

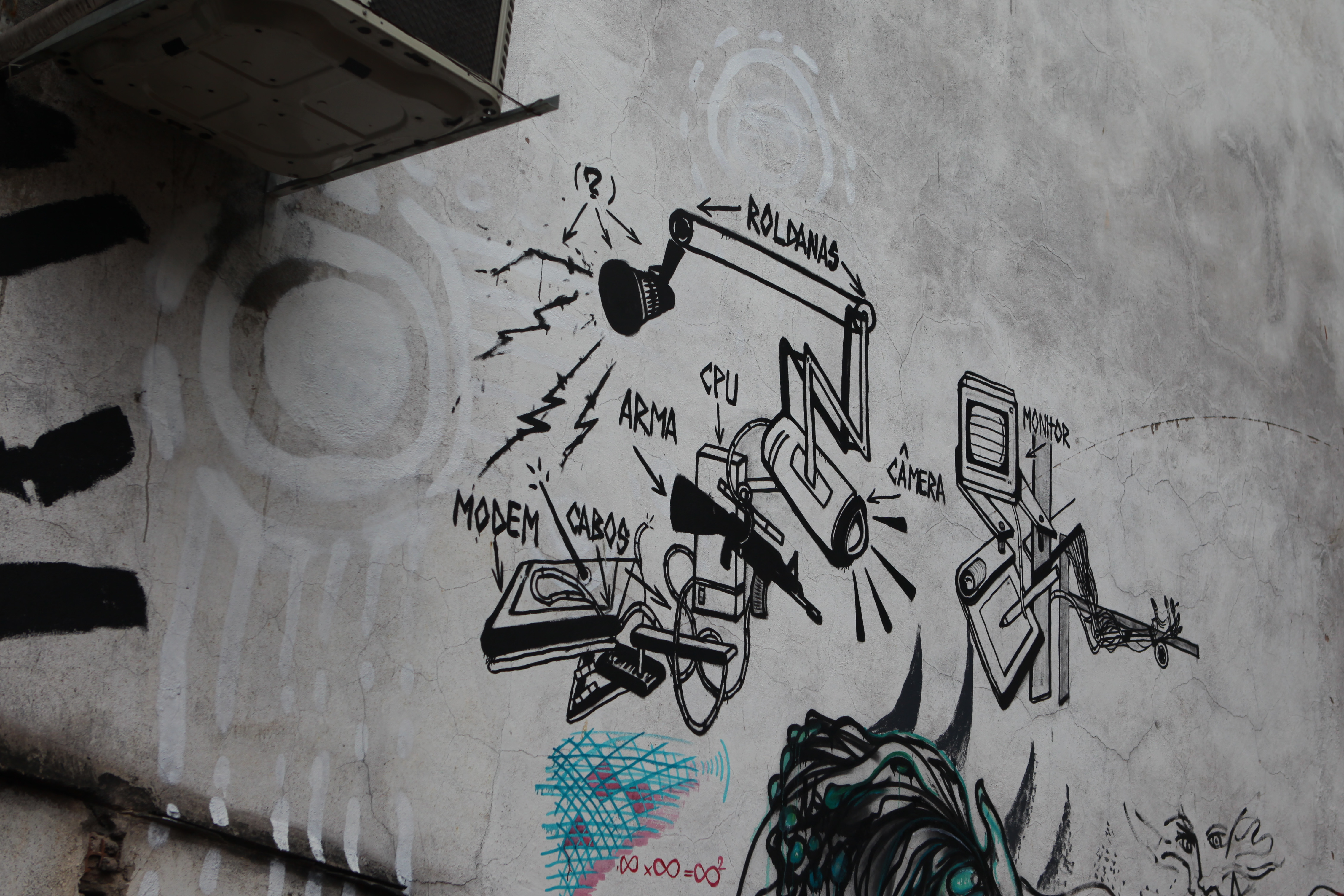
Distopia da cidade inteligente, um grafite em um muro na Lapa, Rio de Janeiro

Distopia digital, distopia cibernética ou distopia algorítmica refere-se a um futuro ou presente alternativo no qual as tecnologias digitalizadas ou algoritmos causaram ou causam grandes perturbações na sociedade. Refere-se a narrativas de tecnologias que influenciam estruturas sociais, econômicas e políticas, e seu conjunto diversificado de componentes inclui realidade virtual, inteligência artificial, conectividade onipresente, vigilância onipresente e redes sociais. Na cultura popular, as distopias tecnológicas geralmente tratam ou retratam a perda em massa de privacidade devido à inovação tecnológica e/ou controle social. Elas apresentam questões sociopolíticas intensificadas, como fragmentação social, consumismo intensificado, desumanização e migrações humanas em massa.

## Origens
Em 1998, "distopia digital" foi usado para descrever os efeitos negativos da televisão multicanal na sociedade. "Cyber-distopia" foi cunhado em 1998 em conexão com a literatura cyber-punk.
Uma das primeiras menções foi em 2004, quando um acadêmico e blogueiro foi expulso do jogo de computador The Sims Online por comentar como o jogo, situado na cidade de Alphaville, havia se tornado uma distopia digital controlada pelo "presidente" Donald Meacham e a facção corrupta de nobres robôs havia se tornado uma distopia digital com crime, prostituição ciberssexual e caos cívico geral. A experimentação digital dos elementos do ciberespaço tornou-se extremamente invasiva e assumiu a aparência de anarquia em Alphaville.
Em agosto de 2007, David Nye apresentou a ideia de ciberdistopia, que prevê um mundo piorado pelos avanços tecnológicos. Os princípios ciberdistópicos se concentram no indivíduo perdendo o controle, tornando-se dependente e incapaz de impedir a mudança.
Nancy Baym mostra um efeito negativo de uma ciberdistopia nas interações sociais, pois diz que as novas mídias afastarão as pessoas de seus relacionamentos íntimos, substituindo-as por relacionamentos mediados ou mesmo usando a própria mídia para engajamento cara a cara".:36
As vozes distópicas de Andrew Keen, Jaron Lanier e Nicholas Carr dizem que a sociedade como um todo pode sacrificar nossa humanidade ao culto do ciberutopismo. Em particular, Lanier a descreve como "um apocalipse de autoabdicação" e que "a consciência está tentando deixar de existir"; advertindo que, ao enfatizar a maioria ou a multidão, estamos desenfatizando a individualidade. Da mesma forma, Keen e Carr escrevem que existe uma mentalidade de rebanho perigosa que domina a Internet; já que, ao invés de criar mais democracia, a internet está fortalecendo a oclocracia. Em vez de alcançar a igualdade social ou o utopismo, a Internet criou uma cultura de voyeurismo e narcisismo "centrada na selfie".
John Naughton, escrevendo para The Guardian, descreveu Aldous Huxley, o autor de Admirável Mundo Novo, como o profeta da distopia digital.